# Русский Тимерлек
Русский Тимерлек — деревня в Нурлатском районе Татарстана. Входит в состав Тимерлекского сельского поселения.

## География
Находится в южной части Татарстана на расстоянии приблизительно 40 км на северо-запад по прямой от районного центра города Нурлат у речки Тимерличка.

## История
Основана в конце XVII — начале XVIII века. Упоминалась также как Колчурин Темерлик или Верхний Темерлик.

## Население
Постоянных жителей было в 1782 — 21 душа мужского пола, в 1859—187, в 1897—348, в 1908—427, в 1920—532, в 1926—443, в 1938—293, в 1970 — 96, в 1979—106, в 1989 — 29, в 2002 году 14 (русские 86 %), в 2010 году 8.